# Winger
Pour leur premier album, voir Winger (album).
Winger est un groupe de heavy metal américain, originaire de New York. Il remporte un grand succès commercial de 1988 jusqu'à l'explosion de la vague grunge en 1991. Le groupe devait initialement s'appeler Sahara mais fut rebaptisé en urgence Winger quelques jours seulement avant la publication du premier album, le nom Sahara étant une marque déposée par un autre groupe.
Classé dans la catégorie glam metal qui déferle sur les États-Unis à la fin des années 1980. Après s'être séparé en 1993, le groupe se reforme en 2006.

## Biographie

### Première période et séparation (1987–1994)
Le premier album du groupe, Winger, est publié le 10 août 1988 au label Atlantic Records. L'album est un succès, et est certifié disque de platine aux États-Unis, et disque d'or au Japon et au Canada. Le 11 février 1989, l'album atteint la 21e place du Billboard 200, et dans d'autres classements pendant 63 semaines. Il comprend les singles Madalaine, Seventeen, Headed for a Heartbreak et Hungry. En 1990, le groupe est nommé pour un American Music Award dans la catégorie meilleur groupe de heavy metal.
Winger publie son deuxième album accompagné d'une tournée de 13 mois, jouant 230 dates avec Kiss, Scorpions, ZZ Top, Extreme et Slaughter. Paul Taylor quitte le groupe après des années de fatigue liées aux tournées. Le troisième album studio album, Pull, produit par Mike Shipley, est enregistré entre 1992 et 1993 en trio. Il devait initialement être intitulé Blind Revolution Mad, d'après la chanson d'ouverture. Après sa séparation en 1994, le bassiste et chanteur Kip Winger se consacre à une carrière solo, le guitariste Reb Beach tourne avec Dokken, Alice Cooper et est membre de Whitesnake depuis 2002. Les autres membres seront musiciens de session.

### Retours (depuis 2001)
En 2001, le groupe, avec tous les membres originaux, est annoncé en studio pour l'enregistrement de la chanson On the Inside pour la compilation The Very Best of Winger. En 2002, les membres se lancent dans une tournée en Amérique du Nord, notamment avec Poison. En 2003, l'activité du groupe est mise en suspens.
Le 16 juillet 2005, l'arrivée de Kip Winger est annoncée pour le Live Project d'Alan Parsons au Common Ground Music Festival de Lansing, dans le Michigan,. Le 25 février 2008, le groupe joue à Providence, en Rhode Island. Winger se lance ensuite dans l'enregistrement de son cinquième album, Karma.

## Postérité
Winger est victime d'une campagne de dénigrement orchestrée par la série Beavis et Butt-Head et qui culmina en 1992 dans le clip tourné par Metallica pour leur titre Nothing Else Matters, dans lequel Lars Ulrich, batteur et co-leader de Metallica, lance une fléchette sur un poster de Winger avec un rictus de dégout sur le visage.

## Membres

### Membres actuels
- Kip Winger – basse, chant, clavier, guitare acoustique (1987–1994, 2001–2003, depuis 2006)
- Reb Beach – guitare solo et rythmique, claviers, chœurs (1987–1994, 2001–2003, depuis 2006)
- John Roth – guitare rythmique et solo, basse, claviers, chœurs (1993–1994, 2001–2003, depuis 2006)
- Rod Morgenstein – batterie, percussions, chœurs (1987–1994, 2001–2003, depuis 2006)
- Donnie Smith - guitare rythmique en remplacement de John Roth (depuis 2014)
- Paul Taylor – guitare rythmique, claviers, chœurs (1987–1992, 2001–2003, depuis 2014)

### Anciens membres
- Cenk Eroglu – clavier, guitare rythmique, effets sonores, chœurs (2006–2007)

## Discographie

### Albums studio
- 1988 : Winger
- 1990 : In the Heart of the Young
- 1993 : Pull
- 2006 : IV
- 2009 : Karma[8]
- 2014 : Better Days Comin'
- 2023 : Seven

### Compilations
- 2001 : The Very Best of Winger
- 2007 : Demo Anthology

### Album live
- 2007 : Winger Live

### Singles
| Année | Titre                   | Chart      | Chart              | Album                     |
| Année | Titre                   | US Hot 100 | US Mainstream Rock | Album                     |
| 1988  | Madalaine               | -          | #27                | Winger (Sahara)           |
| 1989  | Seventeen               | #26        | #19                | Winger (Sahara)           |
| 1989  | Headed for a Heartbreak | #19        | #8                 | Winger (Sahara)           |
| 1989  | Hungry                  | #85        | #35                | Winger (Sahara)           |
| 1990  | Can't Get Enuff         | #42        | #6                 | In the Heart of the Young |
| 1990  | Miles Away              | #12        | #14                | In the Heart of the Young |
| 1991  | Easy Come Easy Go       | #41        | #17                | In the Heart of the Young |
| 1993  | Down Incognito          | -          | #15                | Pull                      |